# Andrew Cooper (Schauspieler)
Andrew Cooper (* 24. Februar 1981 in London) ist ein englischer Schauspieler und Model.

## Karriere
Cooper begann seine Laufbahn 2013 mit Werbeaufnahmen für Diet Coke. Darauf folgten Arbeiten für Dunhill, Topman, Georgio Armani und Paul Smith. Sein Debüt als Schauspielerei hatte Cooper in der Fernsehserie The Royals. Es folgten weitere Rollen in Fernsehproduktionen wie Silent Witness und Damnation. In den Hallmark-Produktionen Royal Hearts und Der König und die Eisprinzessin (Christmas at the Palace) wurden mit ihm Hauptrollen eingesetzt.
Andrew Cooper wohnt in London, ist verheiratet und hat zwei Kinder. Das Paar besitzt eine Zoohandlung namens The Mutz Nutz und arbeitet mit örtlichen Wohltätigkeitsorganisationen zusammen, um herrenlose Tiere an neue Besitzer zu vermitteln.
2016 veröffentlichte Cooper ein Kochbuch (Juice Manifesto) mit mehr als 100 Rezepten für nahrhafte Säfte und Smoothies.

## Filmografie
- 2014: Citizen Khan (1 Folge)
- 2015–2017: The Royals (Fernsehserie)
- 2015: Silent Witness (2 Folgen)
- 2017: The Way (TV-Miniserie)
- 2017–2018: Damnation (Fernsehserie)
- 2018: Royal Hearts
- 2018: Der König und die Eisprinzessin (Christmas at the Palace, Fernsehfilm)